# Кур'як
44°29′ пн. ш. 15°43′ сх. д. / 44.48° пн. ш. 15.71° сх. д.
Кур'як (хорв. Kurjak) — населений пункт у Хорватії, у Лицько-Сенській жупанії у складі громади Удбина.

## Населення
Населення за даними перепису 2011 року становило 28 осіб.
Динаміка чисельності населення поселення:

## Клімат
Середня річна температура становить 8,45 °C, середня максимальна – 22,32 °C, а середня мінімальна – -7,52 °C. Середня річна кількість опадів – 1226 мм.
| Клімат поселення                              | Клімат поселення | Клімат поселення | Клімат поселення | Клімат поселення | Клімат поселення | Клімат поселення | Клімат поселення | Клімат поселення | Клімат поселення | Клімат поселення | Клімат поселення | Клімат поселення | Клімат поселення |
| Показник                                      | Січ.             | Лют.             | Бер.             | Квіт.            | Трав.            | Черв.            | Лип.             | Серп.            | Вер.             | Жовт.            | Лист.            | Груд.            |                  |
| Середній максимум, °C                         | 5,75             | 7,02             | 10,29            | 14,34            | 18,90            | 22,25            | 22,32            | 22,13            | 17,92            | 13,66            | 8,64             | 4,50             |                  |
| Середня температура, °C                       | −0,88            | 0,37             | 3,64             | 7,70             | 12,25            | 15,61            | 17,90            | 17,72            | 13,52            | 9,26             | 4,22             | 0,10             |                  |
| Середній мінімум, °C                          | −7,52            | −6,27            | −3               | 1,04             | 5,62             | 8,96             | 13,50            | 13,32            | 9,10             | 4,87             | −0,19            | −4,31            |                  |
| Норма опадів, мм                              | 90               | 91               | 93               | 103              | 91               | 90               | 64               | 78               | 119              | 131              | 153              | 123              |                  |
| Середньомісячна швидкість вітру, м/с          | 2.26             | 2.39             | 2.56             | 2.52             | 2.30             | 2.06             | 2.03             | 1.93             | 2.05             | 2.21             | 2.46             | 2.53             |                  |
| Середньомісячна сонячна радіація, кДж/м²·день | 4772             | 7399             | 10921            | 15404            | 19404            | 21546            | 23328            | 20169            | 14874            | 9612             | 5155             | 3921             |                  |
| --------------------------------------------- | ---------------- | ---------------- | ---------------- | ---------------- | ---------------- | ---------------- | ---------------- | ---------------- | ---------------- | ---------------- | ---------------- | ---------------- | ---------------- |
| Джерело:                                      |                  |                  |                  |                  |                  |                  |                  |                  |                  |                  |                  |                  |                  |